# Fernando Acaso
Fernando Acaso (Madrid, 28 de novembro de 1963) é um ator e apresentador de televisão espanhol.

## Biografia
Desde seus primeiros passos como ator profissional tem atuado em mais setenta filmes, sendo também dublador em castelhano já emprestou sua voz a James Belushi e John Ritter.
Começa a atingir popularidade a aprtir de 1994 quando María Teresa Campos o seleciona como um dos colaboradores de seu programa matinal do qual é diretora e apresentadora na Televisión española, Pasa la vida.
Em 1996 Campos e a maior parte de sua equipe, entre eles Acaso mudam de emissora e começãm um novo projeto semelhante ao anterior Día a día, na Telecinco. Acaso permanece no programa desde 2000.
Este ano lhe surge a oportunidade na Telecinco de coapresentar o Big Brother com Mercedes Milá. Sua estada nas duas primeiras temporadas de um dos maiores eventos da televisão do momento, o torna bastante conhecido entre os telespectadores espanhóis.
Após sua saída do programa aparece novamente em um reality show, mas desta vez não como apresentador mas como concorrente, em Fazenda das Celebridades|La granja de los famosos no Antena 3, onde foi o quinto eliminado.
Em 2006 teve sorte no cinema, conseguindo estrelar o filme de horror H6: Diario de un asesino, de Martin Garrido Barón, em que dá vida a um serial killer.